# Félix Le Couppey
Félix Le Couppey (Parigi, 14 aprile 1811 – Parigi, 4 luglio 1887) è stato un pianista e compositore francese.

## Biografia
Couppey studiò presso il Conservatorio di Parigi con Victor Dourlen.
Nel 1837 fu professore di solfeggio, succedendo a Henri Herz e Victor Dourlen nel 1843. Dal 1854 al 1886 insegnò e scrisse dei libri per pianoforte École du méchanisme du piano, 24 Études primaries e Cours de piano élémentaire et progressif.
Tra i suoi allievi vi erano i compositori Édouard Batiste ed Émile Jonas e i pianisti Mathilde Bernard-Laviolette, Cécile Chaminade e Henri Verley.

## Opere
- Cours de piano
  - A B C du piano
  - L'Alphabet
  - Le Progrès
  - L'Agilité
  - Le Style
  - La Difficulté
- École du méchanisme du piano
- L'Art du piano
- De l'enseignement du piano: Conseils Aux Eleves Et Aux Jeunes Professeurs (1882)
- Conseils aux femmes professeurs
- Troisieme etude de salon (1842)